# Parafia Najświętszego Serca Pana Jezusa w Pszczółkach
Parafia Najświętszego Serca Pana Jezusa w Pszczółkach należy do Dekanatu Pruszcz Gdański archidiecezji gdańskiej. Została założona w 1929. Mieści się przy ulicy Kościelnej. Prowadzą ją księża diecezjalni.